# 原墙镇
原墙镇，是中华人民共和国安徽省阜阳市太和县下辖的一个乡镇级行政单位。

## 行政区划
原墙镇下辖以下地区：
西街社区、东街社区、名利村、刘协村、大岳寨村、刘庙村、刘老寨村、刘楼村和双建村。